# Mines
Els mines (singular mina) són una casta o ètnia que viu principalment al Rajasthan. Meena deriva de meen que vol dir "peix" i descendirien de Matsya Avatar, l'encarnació de Vixnu en forma de peix. Haurien governat Matsya fins a ser enderrocats pels escites. Algunes fonts opinen que en realitat són una ètnia indígena i no una casta, que haurien emigrat des de l'Àsia central amb els rajputs al segle vii. Tradicionalment es suposa els mines i meos un sol grup (el meos diuen ser la branca original de la que deriven els mines i aquestos consideren als meos una branca escindida) separats el segle xvi.